# Jim McCalliog
James McCalliog (Glasgow, 23 settembre 1946) è un ex calciatore e allenatore di calcio scozzese, di ruolo centrocampista.
Ha segnato il terzo gol a Wembley nel 1967 contro l'Inghilterra, campione del mondo, nella partita vinta dalla sua Scozia per 3-2.

## Carriera

### Club
Inizia la sua carriera nelle giovanili del Leeds United. Nel 1963, viene ingaggiato dal Chelsea ma, trova poco spazio, nonostante le 2 reti realizzate in campionato. Nel 1965, approda quindi allo Sheffield Wednesday per £37,500, squadra nella quale si consacra e gioca con costanza. Ottiene con essa la finale di FA Cup nel 1966 persa contro l'Everton. Questi sono anche gli anni in cui viene notato dalla nazionale di calcio scozzese. Nella stagione 1969-1970, passa al Wolverhampton Wanderers, squadra rivale dello Sheffield. Anche con la maglia dei Lupi gioca e segna con discreta frequenza. In 5 stagioni toccherà quota 32 reti in campionato in 163 partite con una media realizzativa di 1 gol ogni 5 partite. Raggiunge inoltre la storica finale di Coppa Uefa 1972 nel derby inglese contro il Tottenham Hotspur, persa per 2-3 (tra andata e ritorno), nella quale fa sia da capitano che da goleador, segnando il gol del momentaneo pareggio al 72' minuto nella partita d'andata finita poi 1-2 per gli avversari. Nel 1974, per la stagione di Second Division 1974-1975 viene acquistato dai red devils del Manchester United con i quali vince il campionato e viene promosso nella First Division sotto la guida di mister Tommy Docherty, già suo allenatore ai tempi del Chelsea. Nella stagione successiva cambia ancora club, il Southampton infatti, lo ingaggia acquistandolo per £45,000 dalla squadra di Manchester. Esordisce con la nuova maglia il 15 febbraio 1975 in trasferta contro l'Oldham. Nel 1976 riesce  vincere l'FA Cup, col successo esterno per 0-1 del Southampton proprio sul Manchester United. Nel 1977, prova l'esperienza statunitense, firmando per i Chicago Sting. Gioca 19 partite rimanendo a secco di reti. Ritorna quindi in Europa, lontano però dalla Gran Bretagna dove aveva giocato sin dall'inizio e prova una breve esperienza come allenatore-giocatore nel Lyn Oslo, in Norvegia. Ripete la stessa esperienza di coach e calciatore allo stesso tempo, anche nella stagione 1978-1979, ritornando in Inghilterra con la maglia del Lincoln City chiudendo con essa la sua carriera da atleta.
Nel marzo del 1990 prova anche l'esperienza come allenatore per l'Halifax Town.

### Nazionale
Il suo esordio con la maglia della Scozia è proprio nella partita che l'ha reso famoso al Wembley Stadium, il 15 aprile 1967. Realizza lo storico 3-2 contro i freschi campioni del mondo inglesi, sua unica rete nelle 5 partite con la nazionale maggiore.
Rappresenta inoltre la Scozia nell'Under-23 siglando 3 gol in 2 partite.

## Palmarès

### Club

#### Competizioni nazionali
- Coppa di Lega inglese: 2

Chelsea: 1964-1965
Wolverhampton: 1973-1974
- Coppa d'Inghilterra: 1

Southampton: 1975-1976
- Second Division: 1

Manchester United: 1974-1975